# Stenanona stenopetala
Stenanona stenopetala (Donn.Sm.) G.E.Schatz ex Maas, E.A.Mennega & Westra – gatunek rośliny z rodziny flaszowcowatych (Annonaceae Juss.). Występuje naturalnie w południowym Meksyku (w stanie Chiapas), Gwatemali oraz Belize. 

## Morfologia
PokrójZimozielone drzewo lub krzew dorastające do 9 m wysokości.
LiścieMają kształt od eliptycznie od owalnie eliptycznego. Mierzą 5,5–32 cm długości oraz 2,2–9,8 cm szerokości. Nasada liścia jest od rozwartej do klinowej. Blaszka liściowa jest całobrzega o spiczastym wierzchołku. Ogonek liściowy jest owłosiony i dorasta do 3–8 mm długości.
KwiatySą zebrane w pęczki, rozwijają się bezpośrednio na pniach i gałęziach (kaulifloria). Mają 3 lub 4 działki kielicha o owalnym kształcie i dorastające do 2–3 mm długości. Płatków jest 6–8, mają trójkątny kształt i różową barwę, osiągają do 40–60 mm długości. Kwiaty mają około 90 pręcików i 6–16 owocolistków.
OwocePojedyncze, o elipsoidalnym kształcie, osiągają 18 mm długości.

## Biologia i ekologia
Rośnie w lasach. Występuje na wysokości do 800 m n.p.m.